# VikingLotto

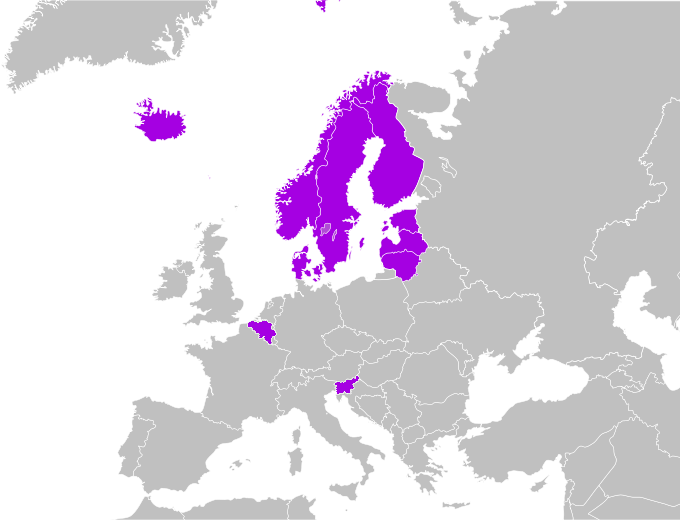
Zone d'utilisation du VikingLotto par des sociétés de loteries nationales

VikingLotto est un jeu de tirage européen. 

## Historique
Viking Lotto a été créé en 1993 (11 ans avant Euromillions) via une coopération entre plusieurs loteries nationales, initialement l'Islande, le Danemark, la Suède, la Finlande, la Norvège et l'Estonie. Puis ce système de tirage a été retenu également dans les autres Pays baltes, en Lettonie et Lituanie, ainsi qu'en 2017 en Slovénie et, en 2020, en Belgique,,.

## Quelques caractéristiques
Ces caractéristiques peuvent être adaptées par les sociétés de loterie nationale d'un pays ayant retenu ce système de tirage parmi ses offres. Le tirage est hebdomadaire. Les jackpots vont de trois à vingt-cinq millions d'euros (avant l'été 2021 le maximum était de trente-cinq millions d'euros), avec un tirage chaque mercredi. Le but du jeu est de trouver six numéros de 1 à 48 et un numéro complémentaire de 1 à 5 (précédemment de 1 à 8) ,,.